# Sputnik 3
A Sputnik 3 foi a terceira missão do Programa Sputnik da URSS. Esta missão lançou um laboratório espacial de estudo do campo magnético e do cinturão radiativo da Terra. Ela foi lançada ao espaço do Cosmódromo de Baikonur em 15 de maio de 1958. A nave pesava 1 340 kg, e permaneceu em órbita por quase dois anos.